# Адольф Єнсен
Адольф Єнсен (нім. Adolf Jensen; нар. 12 січня 1837, Кенігсберг — 23 січня 1879, Баден-Баден) — німецький піаніст і композитор, музичний педагог. Брат Густава Єнсена.
У дитинстві музикант-самоук, потім навчався в своєму рідному місті у Фрідріха Марпурга і Луїса Елерта.
У 1856 році відправився до Росії працювати вчителем музики, потім працював капельмейстером в Познанській опері. У 1858—1859 рр. навчався в Копенгагені у Нільса Ґаде, після чого повернувся в Кенігсберг.
У 1866—1868 рр. викладав в Берліні в Школі вищої піаністичної майстерності Карла Таузіґа. Потім працював в Дрездені, Ґраці й Баден-Бадені.
В останні роки життя товаришував із Йоганнесом Брамсом та, як і останній, вважався продовжувачем традиції Роберта Шумана.
Композиторська спадщина Єнсена складає, в основному, фортеп'янні твори (сонату, безліч етюдів, п'єси для фортеп'яно в чотири руки) і пісні, в цілому 176.